# Lucio Plauzio Venno
Lucio Plauzio Venno (fl. IV secolo a.C.) è stato un militare e politico romano.

## Biografia
Fu eletto console nel 330 a.C. assieme a Lucio Papirio Crasso, al secondo consolato. A Lucio Papirio fu affidata la campagna contro i Privernati, mentre a Plauzio quella contro Fondi, ribellatesi ai romani. I romani ebbero facilmente ragione dei privernati guidati da Marco Vitruvio Vacco, mentre gli abitanti di Fondi, chiesero clemenza ai romani, quando questi si apprestavano a devastarne il territorio.